# 蜃気楼 (小説)
「蜃気楼」（しんきろう）は、芥川龍之介の短編小説。初出は『婦人公論』1927年3月号。芥川が自殺する半年前に書かれた作品で、当時芥川をはじめとした文学者たちが逗留することで知られた湘南の鵠沼を舞台とし、主人公の「僕」が「芋粥」という短編を書いているなど私小説的な雰囲気が色濃い。また志賀直哉の『焚火』の影響を受けているという指摘が複数ある。
副題は「或は『続海のほとり』」。『海のほとり』は1925年の芥川の短編で、やはり「僕」が友人と海辺をふらつくという物語である。
この晩年の掌編はごく短いものであるが「歯車」などに劣らぬ数の評論が書かれており、三島由紀夫もこの作品を「不思議と」好む人間の多いことを記している。

## あらすじ
「僕」は友人たちとともに蜃気楼を眺めに鵠沼の海岸に出かける。しかし期待していた蜃気楼は見えず、ただ砂の上に青いものがゆらめいているだけだった。海は晴れていたが、空気は重く、どこかしら陰鬱だった。失望した「僕」たちは海辺の男女にも不気味なものを感じ、日の光にも不気味さを覚える。そぞろに歩いていた友人の一人がふと目についた木札を拾い上げる。それは水葬した亡骸につけられていた認識票がわりの十字架らしく、三人はそれを見つめながら海の上で亡くなった人に思いを巡らせるのだった。
友人のつぶやきが妙に心にひっかかりながらも、その日は何をするでもなくそのまま「僕」たちは別れた。
次の日も「僕」は友人と妻を連れて浜辺に出かけた。海は暗く、星もないなかでまた「僕」は不気味さを覚える。とりとめない話をしながら歩いていると今度は土左衛門の足らしきものが見つかったが、実はただ靴が砂に埋まっているだけだった。居合わせた男のネクタイピンが気になる「僕」だったが、それも巻き煙草を勘違いしたもので、妻は笑いをこらえる。しかし出来事といえばこの程度で、この日も何が起こるわけでもなく三人は家路に着いたのだった。

## 作品
昼と夜とで二度繰り返される鵠沼の海岸を写生的に描写しようという意識が見られ、絵画的な印象を受けたとする声がある。小説内の時空間にはそれ以外の変化がなく、また筋のない、いわゆる「話のない話」である。三島や久米正雄などがこの小説に筋がないことを指摘し、またその成功をみている。

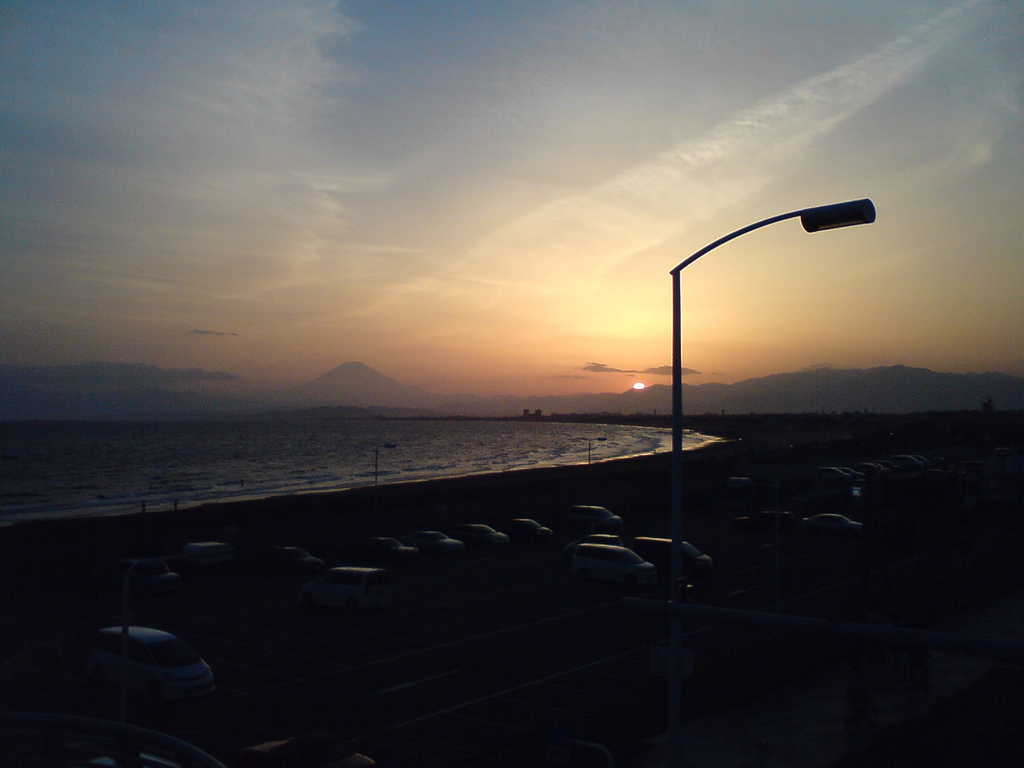
小説の舞台となった鵠沼の海岸

蜃気楼のテーマは夢や錯覚として反復され、記述は意識と無意識をめぐって運動している。これは「見える世界」と「見えない世界」（あるいは生と死）のあいだで「黙々と生を営む人間全体」を描こうとしたものだと國末泰平はいう。「僕」が繰り返し感じるように「不気味さ」「暗鬱さ」がこの小説を覆っているが、一方で「僕」の妻はよく笑い陽気さを感じさせる。不気味であったはずの遺体の「木札」は友人の「マスコット」になり、「土左衛門の足」は砂に埋まった「遊泳靴」だとわかり、奇妙なネクタイピンは煙草だということもすぐに気づく。こうしてモチーフのもつ死の雰囲気は転調されている。芥川の死の直前に書かれた作品であるという事実ははっきりとこの短編のトーンを暗いものにするかのようで、たとえば室生犀星はこの小説に「平和、甘い静かさ」をみているし、三島もこの情景を「明るすぎる海景」であり晩年の他の作品のように「あらゆる物象が不安に融解されて」いるわけではないとする。
義兄の自死や借金問題などに悩まされていた執筆当時の芥川を「僕」に重ね、鵠沼をその心象風景とみることもできるが、同時に芥川が「僕」を思いやる妻や友人たちの「心遣い」をこの小説に書き込んでいることも忘れてはならない。「僕」の不安にざわめく心は落ち着いたのか、この海辺の情景は本当に暗いのか、蜃気楼のように判じがたいことが逆説的にこの小説の魅力の一つとなっている。